# Bazilika Svetog Djeteta u Cebuu
Bazilika Svetog Djeteta (španjolski: Basilica Menor del Santo Niño, talijanski: Basilica Minore del Santo Bambino) je manja bazilika u gradu Cebú na Filipinima. Nastala je u 16. stoljeću. To je najstarija rimokatolička crkva na Filipinima, navodno sagrađena na mjestu gdje je 1565., pronađen kip Sveto Dijete Cebúa, koji prikazuje Dijete Isusa. Pronašli su ga španjolski istraživači; na čelu im je bio Miguel Lopez de Legazpi. Kip je pronašao španjolski vojnik, za vrijeme razaranja jednog indijanskog sela, koje je bilo neprijateljsko prema Španjolcima. Čuvao ga je u drvenom sanduku. Portugalski istraživač Ferdinand Magellan dao je kip na dar Lady Humamay, supruzi radže Humabona 1521. godine. Oni su prihvatili španjolsku vlast i prešli na kršćanstvo. Magellan nije izravno dao kip, nego je posrednik bio Talijan Antonio Pigafetta, koji je bio u Magellanovoj posadi. Sadašnja zgrada bazilike, dovršena je 1739. – 1740. U njoj se čuva kip Sveto Dijete Cebúa.